# 손수현
손수현(1988년 2월 29일 ~ )은 대한민국의 배우이다.

## 학력
- 국립국악고등학교 국악과 (졸업)
- 이화여자대학교 한국음악과 (학사)
- 이화여자대학교 대학원 국악 전공 (석사)

## 연기활동

### 드라마
- 2015년 KBS2 월화 미니시리즈 《블러드》 ... 민가연 역
- 2015년 OCN 10부작 토요 미니시리즈 《실종느와르 M》 ... 반효정 역
- 2016년 SBS 2부작 금요 미니시리즈 《퍽》 ... 남성실 역
- 2017년 tvN 월화 미니시리즈 《막돼먹은 영애씨 16》 ... 손수현 역
- 2017년 JTBC 2부작 일요 미니시리즈 《한여름의 추억》 ... 최소이 역

### 영화
- 2014년 영화 《테이크 아웃》 ... 수진 역
- 2014년 영화 《신촌좀비만화》 ... 〈유령〉 여우비 역
- 2014년 영화 《간신》 ... 사냥터 아낙 역 (특별출연)
- 2015년 영화 《오피스》 ... 신다미 역
- 2016년 영화 《동호, 연수를 치다》 ... 조연수 역
- 2017년 영화 《돌아온다》 ... 주영 역
- 2024년 영화 《양치기》 ... 수현 역
- 2024년 영화 《럭키, 아파트》 ... 선우 역

### 뮤직비디오
- 2013년 <처음엔 사랑이란게> - 버스커버스커
- 2014년 <Coin Laundry> - 왁스

### CF
- 2013년 오제끄
- 2013년 롯데제과 - 가나 초콜릿 (with 김영광)
- 2013년 캐논
- 2013년 SK플래닛 - 런처플래닛
- 2014년 피에르 파브르 더모코스메틱 코리아 - 아벤느 CPI 진정크림
- 2015년 테팔 - 무빙에어 드라이기
- 2016년 헉슬리

## 수상
- 2014년 제9회 아시아 모델 시상식 CF 모델상